# When We Were Kings
Pour plus de détails, voir Fiche technique et Distribution.
When We Were Kings (littéralement « quand nous étions rois ») est un film documentaire américain réalisé par Leon Gast (en) en 1996 sur The Rumble in the Jungle (littéralement « Le combat dans la jungle »), un combat opposant Mohamed Ali et George Foreman pour le titre de champion du monde poids lourds de boxe anglaise le 30 octobre 1974 à Kinshasa, et du climat qui l'entoure : ambiance, concerts (James Brown, B. B. King, The Spinners), retour des Afro-américains en Afrique.
Il a fallu 22 ans à Gast pour financer et monter le film.
Le film a obtenu l'Oscar du meilleur film documentaire en 1997. La bande son originale comprend le titre Rumble in the Jungle, qui fut le dernier enregistrement des Fugees avant leur séparation quelques mois plus tard.

## Thématique du documentaire
Le film montre le contexte autour du match qui est le premier championnat du monde de boxe organisé en Afrique, à l'initiative de Don King. Ali y évoque notamment ses convictions concernant les Africains et les Afro-Américains. La relation pleine d'amour mutuel entre Ali — qui a toujours défendu la cause des Noirs — et le peuple zaïrois contraste avec les efforts maladroits de Foreman pour gagner en popularité, un Foreman qui se voit relégué au rôle du « méchant ». On y voit également le promoteur Don King qui organise à cette occasion son premier grand combat mais aussi les chanteurs James Brown et B. B. King lors du festival de musique organisé en même temps que le combat. Le film pose aussi la question éthique de la localisation de l'évènement au Zaïre, marqué alors par la dictature de Mobutu.
Des personnalités comme Norman Mailer (qui a écrit un livre sur le match : Le Combat du siècle), George Plimpton, Spike Lee, et Thomas Hauser ont accordé des entretiens pour le film, décrivant leurs impressions sur le Zaïre, le combat en lui-même et en particulier sur Ali.
Le film montre l'essentiel du match et en particulier la fameuse tactique du Rope-a-dope (en) utilisée par Ali. Celle-ci consiste à rester au maximum dans les cordes pour mieux encaisser les coups adverses (en profitant de l'élasticité des cordes), laissant l'adversaire s'épuiser, tout en contre-attaquant de temps en temps pour ne pas laisser croire à l'arbitre que le combattant qui s'est mis dans une position de faiblesse ne peut plus continuer. Le documentaire décrit aussi les directs du droit utilisés très tôt dans le combat par Ali (qui était gaucher), geste rarement vu en boxe professionnelle car il expose le combattant à des contre-attaques faciles pour l'adversaire. On y voit Ali encaissant les coups de Foreman, qui est supérieur en force pure, mais leurs impacts sont amoindris par les réflexes rapides d'Ali et l'usage des cordes. Comme Foreman s'épuise au fur et à mesure du combat, Ali réussit par une rapide série de coups à le mettre KO au huitième round, reconquérant ainsi le titre de champion du monde qu'il avait perdu à la suite de son refus de servir dans l'armée américaine pendant la Guerre du Viêt Nam.

## Distinctions et critiques
Le documentaire est considéré comme l'un des meilleurs du genre sur la boxe.
Le film obtint l'Oscar du meilleur film documentaire en 1997. Lors de la remise du prix, Ali et Foreman rejoignirent la scène pour montrer qu'ils s'étaient réconciliés, Foreman aidant même Ali à monter les marches.